# South Staffordshire (circonscription britannique)
Circonscription parlementaire de la Chambre des communes
La circonscription de South Staffordshire est une circonscription situé dans le Staffordshire et représenté dans la Chambre des communes du Parlement britannique.

## Géographie
La circonscription comprend les villages et paroisses civiles de Hatherton, Great Wyrley, Landywood, Essington, Featherstone, Shareshill, Brewood, Four Ashes, Coven, Bilbrook, Codsall, Perton, Pattingham, Seisdon, Trysull, Wombourne, Himley, Swindon, Bobbington, Greensforge, Enville, Kinver, Dunsley et Orton.

## Députés
Les Members of Parliament (MPs) de la circonscription sont :
La circonscription a été créée en 1832. Elle est alors représentée par deux députés. Edward Littleton (1832-1837) et Henry Chetwynd-Talbot (1837-1849) ont notamment exercé cette charge. La circonscription disparut en 1868, étant remplacée par les circonscriptions d'East Staffordshire et West Staffordshire. Elle existe à nouveau depuis 1983.
Élus depuis 1983
| Législature                                           | Années       | Député           | Député          | Parti        |
| ----------------------------------------------------- | ------------ | ---------------- | --------------- | ------------ |
| South Staffordshire issue de South West Staffordshire |              |                  |                 |              |
| 49e                                                   | 1983–1987    |                  | Patrick Cormack | Conservateur |
| 50e                                                   | 1987–1992    |                  | Patrick Cormack | Conservateur |
| 51e                                                   | 1992–1997    |                  | Patrick Cormack | Conservateur |
| 52e                                                   | 1997–2001    |                  | Patrick Cormack | Conservateur |
| 53e                                                   | 2001–2005    |                  | Patrick Cormack | Conservateur |
| 54e                                                   | 2005–2010    |                  | Patrick Cormack | Conservateur |
| 55e                                                   | 2010–2015    | Gavin Williamson |                 | Conservateur |
| 56e                                                   | 2015–2017    | Gavin Williamson |                 | Conservateur |
| 57e                                                   | 2017–2019    | Gavin Williamson |                 | Conservateur |
| 58e                                                   | 2019–Présent | Gavin Williamson |                 | Conservateur |

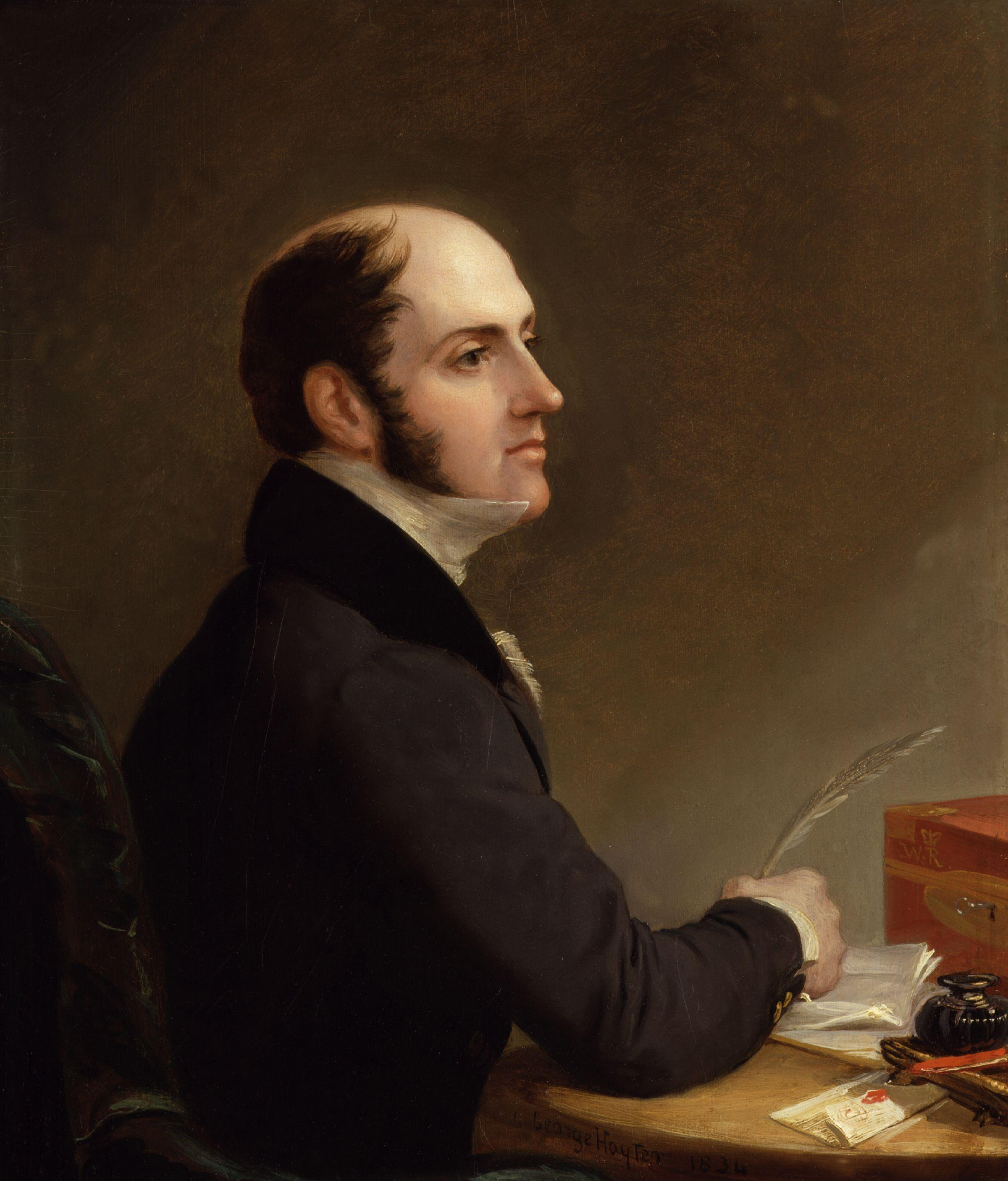
Edward Littleton (1832-1837), par George Hayter
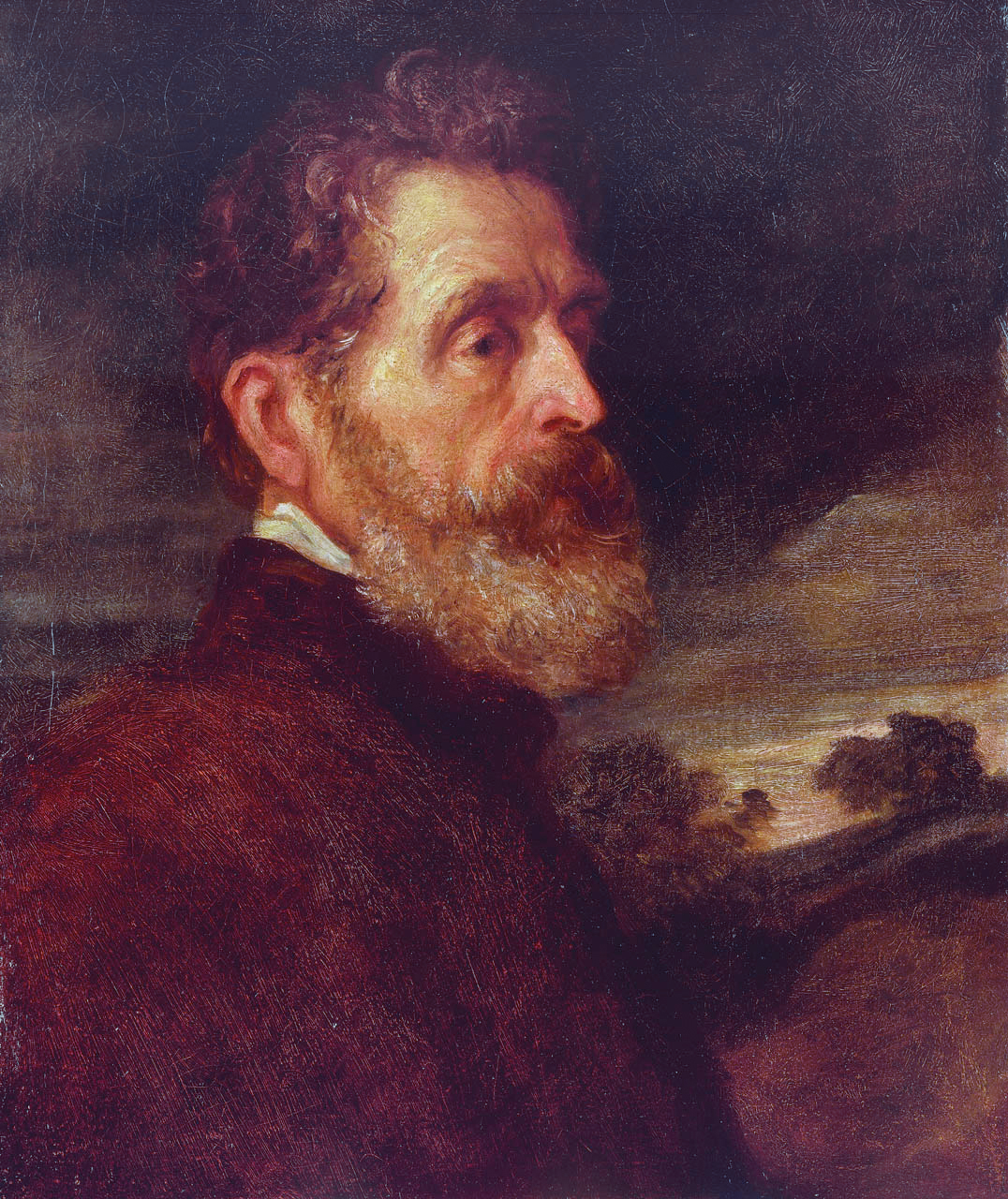
Henry Chetwynd-Talbot (1837-1849), par George Frederic Watts
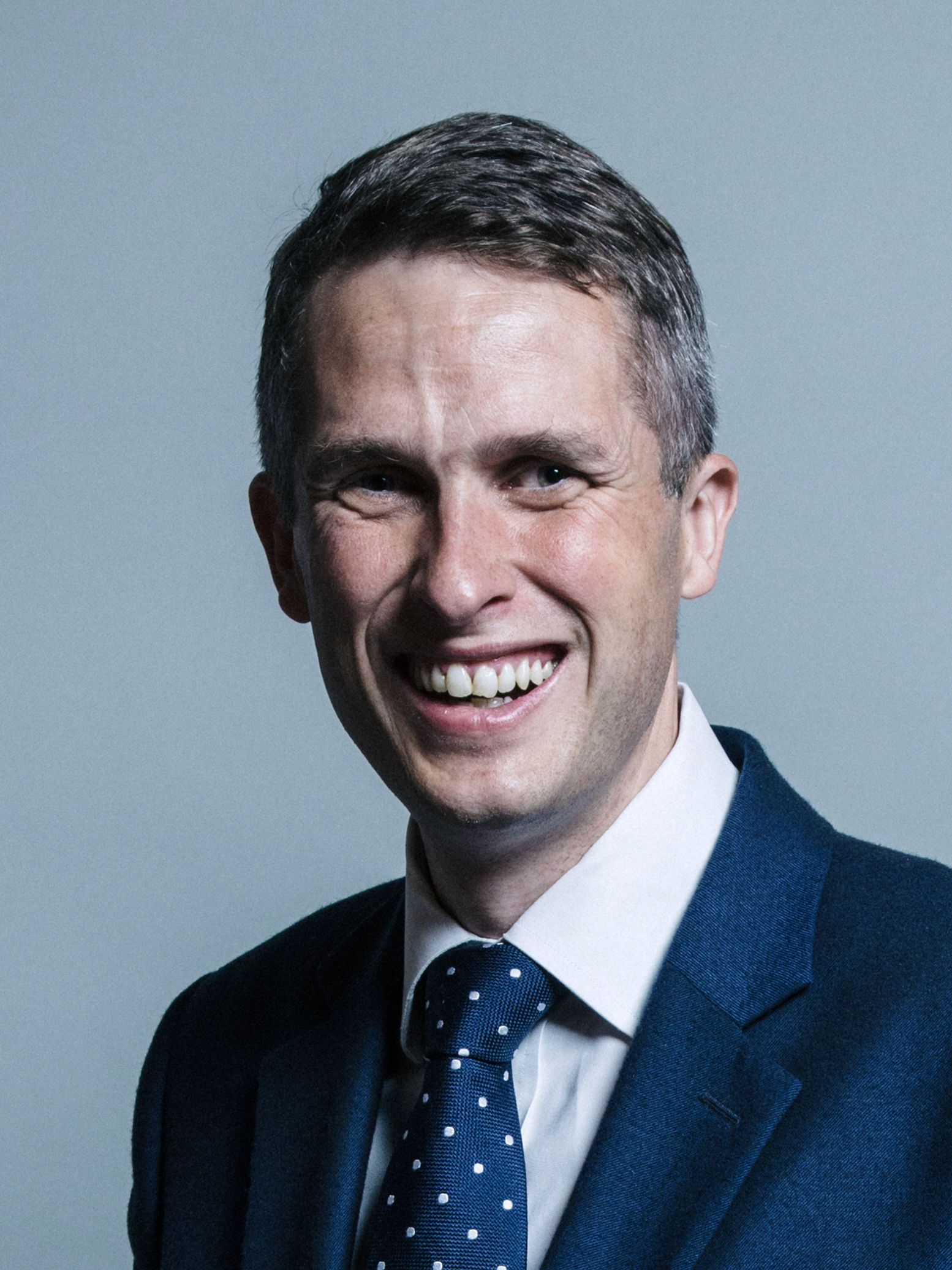
Gavin Williamson (2010-Présent)